# Vila União (métro de São Paulo)
Vila União, est une station de la ligne 15 du métro de São Paulo. Elle est située sur l'avenue Professor Luís Inácio de Anhaia Mello dans le district de Sapopemba, à São Paulo au Brésil.

## Situation sur le réseau

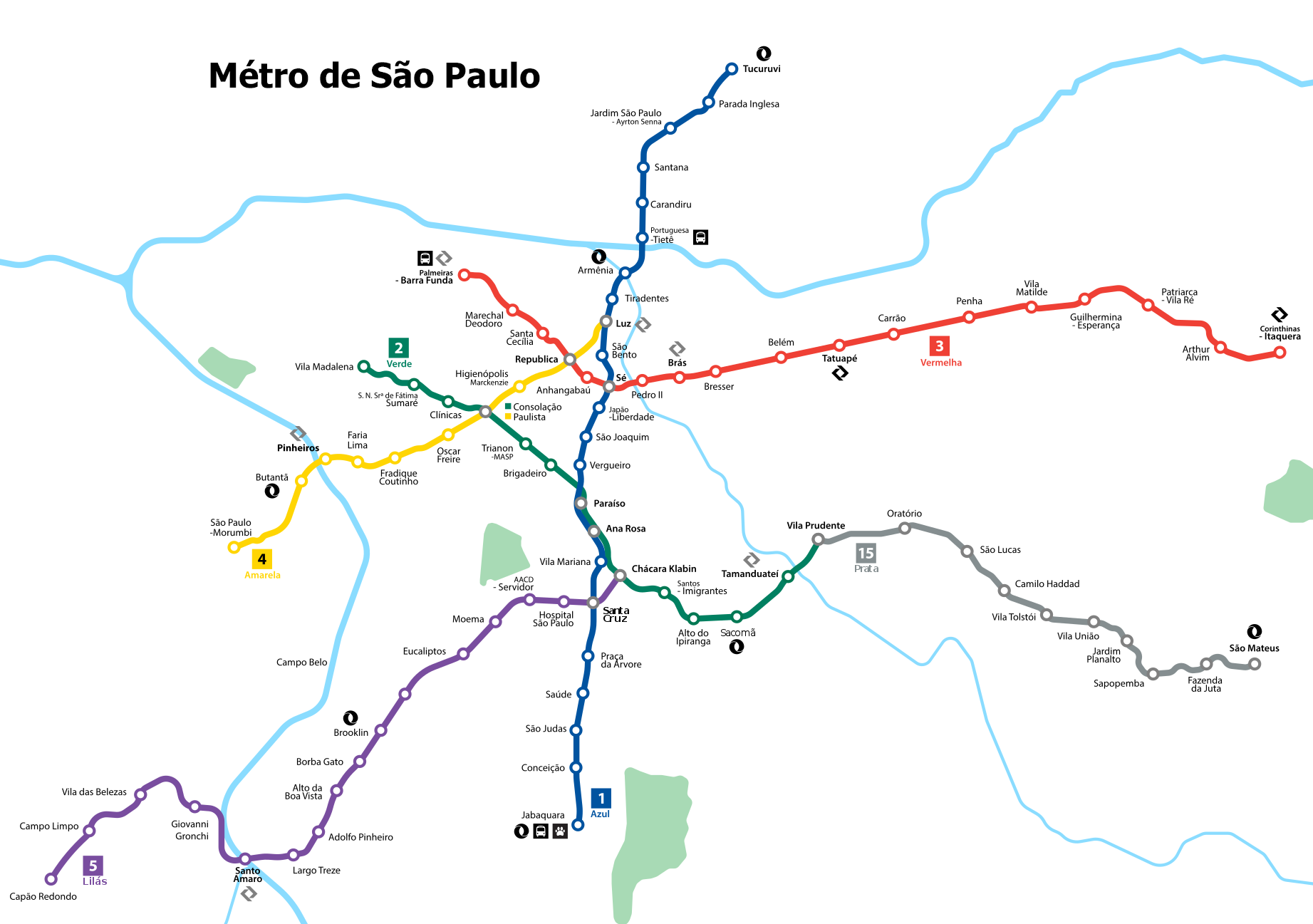
Plan du Métro de São Paulo 2020.

Établie en aérien, la station Vila União, de la ligne de monorail dite ligne 15 du métro de São Paulo (argent), est située entre la station Vila Tolstói, en direction du terminus provisoire ouest Vila Prudente, et la station Jardim Planalto, en direction du terminus provisoire est Jardim Colonial.

## Histoire
La station Vila União est mise en service le 6 avril 2018, lors de l'ouverture à l'exploitation du premier prolongement de la ligne depuis Oratório, elle est alors un terminus provisoire de la ligne. Elle devient une simple station de passage lors de la mise en service du prolongement suivant le 26 août 2019.

## Projets
Les prolongements, sans dates prévisionnelles d'ouverture, de la ligne vers le terminus Ipirenga prévu à l'ouest, en correspondance avec la gare d'Ipiranga, et le terminus Hospital Cidade Tiradentes prévu à l'est avec cinq stations intermédiaires.